# Phreatia dischorensis
Phreatia dischorensis är en orkidéart som beskrevs av Rudolf Schlechter. Phreatia dischorensis ingår i släktet Phreatia och familjen orkidéer. Inga underarter finns listade i Catalogue of Life.